# Jelno (obwód brzeski)
Jelno (biał. Ельня; ros. Ельня) – wieś na Białorusi, w obwodzie brzeskim, w rejonie hancewickim, w sielsowiecie Lubaszewo. Od wschodu sąsiaduję z Hancewiczami.
W dwudziestoleciu międzywojennym leżało w Polsce, w województwie poleskim, w powiecie łuninieckim, gminie Kruhowicze.